# عباس قلي
عباس قلي (من مواليد 11 أكتوبر 1992) سباح كويتي. تنافس في حدث 100 متر فراشة في السباحة في بطولة العالم للألعاب المائية 2015، وتم إقصاؤه أثناء الجولات. وهو عضو في فريق السباحة والغوص بجامعة ألاباما. تنافس وسجل في بطولة SEC 2015 في أوبورن، ألاباما. حاصل على الرقم القياسي الكويتي في الفراشة 50 م بتوقيت 25.06.
عباس هو المواطن الكويتي الوحيد الذي تأهل إلى الأولمبياد في فئة 100 م طيران، والكويتي الوحيد الذي شارك في سباق 100 م في الألعاب الأولمبية. في المنافسة الموسمية، حقق نتيجة 54.16s، جاعلاً قطع B الأولمبي المطلوب للتنافس في أولمبياد ريو دي جانيرو 2016 في البرازيل. سبح 54.63 ثانية في التصفيات، ولم يتقدم إلى الدور نصف النهائي. بسبب تعليق اللجنة الأولمبية الكويتية، شارك عباس تحت العلم الأولمبي كرياضي مستقل.

## روابط خارجية
- عباس قلي على موقع الاتحاد الدولي للسباحة (الإنجليزية)
- عباس قلي على موقع SwimRankings.net (الإنجليزية)
- عباس قلي على موقع اللجنة الأولمبية الدولية (الإنجليزية)
- عباس قلي على موقع أوليمبيديا (الإنجليزية)
- عباس قلي  على موقع SportsReference  - سبورتس رفرنس